# Rony Lopes
Rony Lopes, właśc. Marcos Paulo Mesquita Lopes (ur. 28 grudnia 1995 w Belém) – portugalski piłkarz brazylijskiego pochodzenia, występujący na pozycji pomocnika w portugalskim klubie SC Braga.

## Życiorys

### Kariera klubowa
Urodził się w brazylijskim mieście Belém, jednak w wieku 4 lat wraz z rodziną przeniósł się do Portugalii. Tam trafił do akademii piłkarskiej lizbońskiej Benfiki, zaś latem 2011 roku, mając 15 lat, zdecydował się podpisać kontrakt z angielskim Manchesterem City. 5 stycznia 2013 zadebiutował w barwach pierwszego zespołu tego klubu. Miało to miejsce podczas wygranego 3:0 spotkania Pucharu Anglii z Watfordem F.C., gdy w 88. minucie zmienił na boisku Davida Silvę.
7 lipca 2014 został wysłany na roczne wypożyczenie do francuskiego Lille OSC. Pierwszy mecz w nowych barwach rozegrał 9 sierpnia, zmieniając Florenta Balmonta w 67. minucie zremisowanego 0:0 meczu z FC Metz. Premierowego gola na francuskich boiskach strzelił pięć dni później podczas wygranego 2:0 spotkania z FC Nantes. W sumie w barwach Lille wystąpił w 23 meczach oraz zdobył 3 bramki, a po zakończeniu rozgrywek powrócił do Manchesteru.
5 sierpnia 2015 Manchester City oficjalnie potwierdził, że Lopes wraz z Jasonem Denayerem i Kelechim Iheanacho zostali włączeni do kadry pierwszego zespołu na sezon 2015/2016. Mimo to pod koniec okienka transferowego na zasadzie definitywnego transferu przeniósł się do AS Monaco.

### Kariera reprezentacyjna
Ze względu na swoje pochodzenie miał możliwość reprezentowania zarówno Portugalii jak i Brazylii. Ostatecznie zdecydował się na grę w barwach tego pierwszego kraju. Od tego momentu występował w reprezentacjach Portugalii w wielu kategoriach wiekowych. W 2014 roku wraz z kadrą do lat 19 dotarł do finału młodzieżowych Mistrzostw Świata, w którym jego zespół przegrał 0:1 z Niemcami.
W seniorskiej reprezentacji Portugalii zadebiutował 14 listopada 2017 w zremisowanym 1:1 meczu ze Stanami Zjednoczonymi. Na boisku pojawił się w 81. minucie, zastępując Gonçalo Guedesa.

## Statystyki

### Klubowe
(aktualne na dzień 23 października 2022)
| Klub               | Sezon              | Liga               | Liga  | Liga   | Puchar Kraju | Puchar Kraju | Europa | Europa | Inne  | Inne   | Suma  | Suma   |
| Klub               | Sezon              | Liga               | Mecze | Bramki | Mecze        | Bramki       | Mecze  | Bramki | Mecze | Bramki | Mecze | Bramki |
| ------------------ | ------------------ | ------------------ | ----- | ------ | ------------ | ------------ | ------ | ------ | ----- | ------ | ----- | ------ |
| Manchester City    | 2012/13            | Premier League     | 0     | 0      | 1            | 1            | –      | –      | –     | –      | 1     | 1      |
| Manchester City    | 2013/14            | Premier League     | 0     | 0      | 4            | 0            | –      | –      | –     | –      | 4     | 0      |
| Manchester City    | Ogólnie            | Ogólnie            | 0     | 0      | 5            | 1            | 0      | 0      | 0     | 0      | 5     | 1      |
| Lille (wyp.)       | 2014/15            | Ligue 1            | 23    | 3      | 1            | 0            | 3      | 0      | –     | –      | 27    | 3      |
| Lille (wyp.)       | 2015/16            | Ligue 1            | 12    | 2      | 4            | 1            | –      | –      | –     | –      | 16    | 3      |
| Lille (wyp.)       | 2016/17            | Ligue 1            | 25    | 4      | 2            | 2            | 2      | 0      | –     | –      | 29    | 6      |
| Lille (wyp.)       | Ogólnie            | Ogólnie            | 60    | 9      | 7            | 3            | 5      | 0      | 0     | 0      | 80    | 0      |
| Monaco             | 2015/16            | Ligue 1            | 2     | 0      | –            | –            | –      | –      | –     | –      | 2     | 0      |
| Monaco             | 2017/18            | Ligue 1            | 38    | 15     | 6            | 1            | 5      | 1      | 1     | 0      | 50    | 17     |
| Monaco             | 2018/19            | Ligue 1            | 24    | 2      | 4            | 2            | 0      | 0      | 1     | 0      | 29    | 4      |
| Monaco             | 2019/20            | Ligue 1            | 1     | 0      | 0            | 0            | 0      | 0      | –     | –      | 1     | 0      |
| Monaco             | Ogólnie            | Ogólnie            | 65    | 17     | 10           | 3            | 5      | 1      | 2     | 0      | 82    | 21     |
| Sevilla            | 2019/20            | Primera Division   | 5     | 0      | 2            | 0            | 7      | 0      | –     | –      | 14    | 0      |
| Sevilla            | Ogólnie            | Ogólnie            | 5     | 0      | 2            | 0            | 7      | 0      | 0     | 0      | 14    | 0      |
| Nicea (wyp.)       | 2020/21            | Ligue 1            | 28    | 3      | 1            | 2            | 4      | 0      | –     | –      | 33    | 5      |
| Olympiacos (wyp.)  | 2021/22            | Superleague Ellada | 18    | 3      | 3            | 1            | 6      | 0      | –     | –      | 27    | 4      |
| Troyes (wyp.)      | 2022/23            | Ligue 1            | 32    | 7      | 0            | 0            | 0      | 0      | –     | –      | 32    | 7      |
| Ogólnie w karierze | Ogólnie w karierze | Ogólnie w karierze | 207   | 39     | 50           | 10           | 27     | 1      | 2     | 0      | 265   | 50     |

### Reprezentacyjne
(aktualne na dzień 11 sierpnia 2022)
| Reprezentacja | Rok     | Występy | Gole |
| ------------- | ------- | ------- | ---- |
| Portugalia    | 2017    | 1       | 0    |
| Portugalia    | 2018    | 1       | 0    |
| Ogólnie       | Ogólnie | 2       | 0    |